# Michael Patrick Flanagan

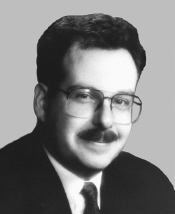
Michael Patrick Flanagan.

Michael Patrick Flanagan, född 9 november 1962 i Chicago, Illinois, är en amerikansk republikansk politiker. Han representerade delstaten Illinois femte distrikt i USA:s representanthus 1995–1997.
Flanagan avlade 1984 kandidatexamen och 1988 juristexamen vid Loyola University Chicago. År 1991 inledde han sin karriär som advokat i Illinois.
I kongressvalet 1994 besegrade Flanagan demokraten Dan Rostenkowski. Flanagan ställde upp för omval två år senare men förlorade mot Rod Blagojevich. Efter sin politiska karriär grundade Flanagan konsultföretaget Flanagan Consulting.